# Vera Scarth-Johnson
Vera Elizabeth Scarth-Johnson (Morley, 1912-19 de mayo de 1999) fue una botánica e ilustradora botánica quién es también recordada por sus continuos esfuerzos para enseñar a atesorar la flora y el ambiente de Australia y, en particular, la región botánicamente rica de Cooktown y el valle del río Endeavour, en la península del Cabo York, en Queensland.

## Primeros años
Vera nació en 1912 en Morley, Leeds, Yorkshire. Asistió a la escuela muy cerca de su lugar de natalicio, de James Cook. Finalizó sus estudios en París, donde encontró poco de interés excepto el jardín. Fue una ávida jardinera desde niña; y, se entusiasmó de proseguir una carrera en horticultura. Estudió arte en las Universidades de Arte de Leeds y de St Albans. Ella se interesó en seguir una carrera hortícola, pero no podía encontrar un empleador dispuesto a tomar una aprendiz de mujer. Trabajó para un Jardín de Leeds, hasta que su abuelo, un rico fabricante de lana, ante su nieta resignada a su elección de carrera, le dio dos mil libras para iniciar una granja y un huerto propio.

## Vida en Australia
En 1947, Vera emigró a Australia, y después de que algún tiempo en Victoria, se mudó al norte, al distrito de Wide Bay de Queensland, donde adquirió una pequeña propiedad cercana a Bundaberg. Inicialmente produjo vegetales y tabaco pero pronto cambió a caña de azúcar, siendo la segunda mujer en obtener una asignación de azúcar. 
En los anocheceres, particularmente en invierno, cuando disminuía el trabajo de granja y era menos exigente, Vera esbozó y pintó flores. Hacia 1965, oyó una entrevista radiofónica presentado al Director de los Jardines Botánicos Reales de Kew, Inglaterra. Él habló de lo mal financiado que estaba el Jardín, y cómo dependía en gran medida de la ayuda voluntaria de recolectores de todo el mundo. Vera le escribió ofreciendo ayuda y envió algunos de sus dibujos, iniciándose así su larga asociación con los herbarios de Kew.
Los viajes de recolección de Vera, siempre llevados a cabo a expensas suyas, la llevaron a recorrer una gran parte de Australia y las islas del Pacífico. Los herbarios de Australia, Europa y América del Norte se beneficiaron enormemente de su investigación y pasión.
Incitada por la belleza del valle del río Endeavour, en 1972, a la edad de 60 años, Vera se estableció en Cooktown y empezó a recolectar y registrar plantas nativas de la región. Con amigos originarios de la población local de Guugu Yimithirr, Vera realizó extensos viajes localizando especies y registrando información sobre sus usos..
Inspirado en pioneros trabajos botánicos de Joseph Banks y Daniel Solander y del teniente (capitán más tarde) y los viajes de descubrimiento de James Cook, se puso a pintar las maravillosas plantas de la zona. Para su gran dolor, la aparición de la enfermedad de Parkinson significó que solo pudo completar 160 obras.
En 1990, Vera dio su colección maravillosa de ilustraciones botánicas al pueblo de Cooktown como agradecimiento público del área de río  Endeavour. La colección se exhibe en el llamativo Nature PowerHouse, en los bonitos Jardines Botánicos Cooktown.
Vera militó activamente contra los desarrollos que podrían afectar negativamente lo que ella llamó "mi río". En la década de 1970 hubo una propuesta para establecer una mina de arena de sílice en la costa norte del Endeavour. El parque nacional del Río Endeavour fue creado después de que Vera alertase a la gente sobre esa amenaza.
En 1995, se le otorgó la Orden de Medalla de Australia por su contribución al arte y el ambiente. Vera falleció en mayo de 1999, rodeada por familia y amigos amorosos.
El pueblo de Cooktown es guardián orgulloso de su colección inapreciable de ilustraciones botánicas, En 1989, Vera donó 140 de sus ilustraciones botánicas, al pueblo de Cooktown, de fanerógamas halladas en esa región única.
Vera obtuvo una subvención de tierra sobre un precioso sector de aproximadamente 93,5 ha o 231 acres (0,93 km²), como reserva de fauna y flora, aproximadamente a 17 km al sudeste de Bundaberg. En 2006, el Consejo del Condado de Bundaberg, formalmente lo nombró "Reserva de Flora Silvestre Vera Scarth-Johnson".

## Legado
Le fue otorgada una Medalla del Orden de Australia (OAM) en la lista de Honores del Cumpleaños de la Reina en junio de 1996. Un arbusto raro, Argophyllum verae, conmemora su nombre.
El libro de la colección de Vera, Tesoros Nacionales, realza su reputación internacional y su contribución importante a la historia de Australia y de su flora. Los tesoros nacionales incluyen 152 reproducciones de color de Vera.

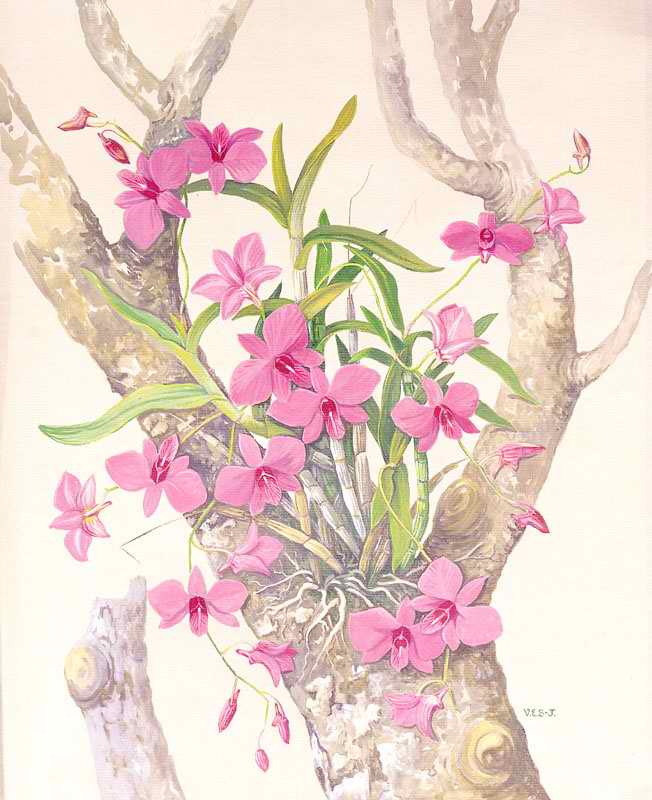
Orquídea de Cooktown Vappodes phalaenopsis, por Vera Scarth-Johnson

## Obra

### Algunas publicaciones
- Wildflowers of the Warm East Coast. Vera Scarth-Johnson. 1967. The Jacaranda Press, Brisbane.

- Wildflowers of New South Wales. Vera Scarth-Johnson. 1968. The Jacaranda Press, Brisbane.

- National Treasures: Flowering plants of Cooktown and Northern Australia. Vera Scarth-Johnson. 2000. Vera Scarth-Johnson Gallery Association Inc. ISBN 0-646-39726-5 (pbk); ISBN 0-646-39725-7 (ed. limitada - Leather Bound)